# Zijschroef

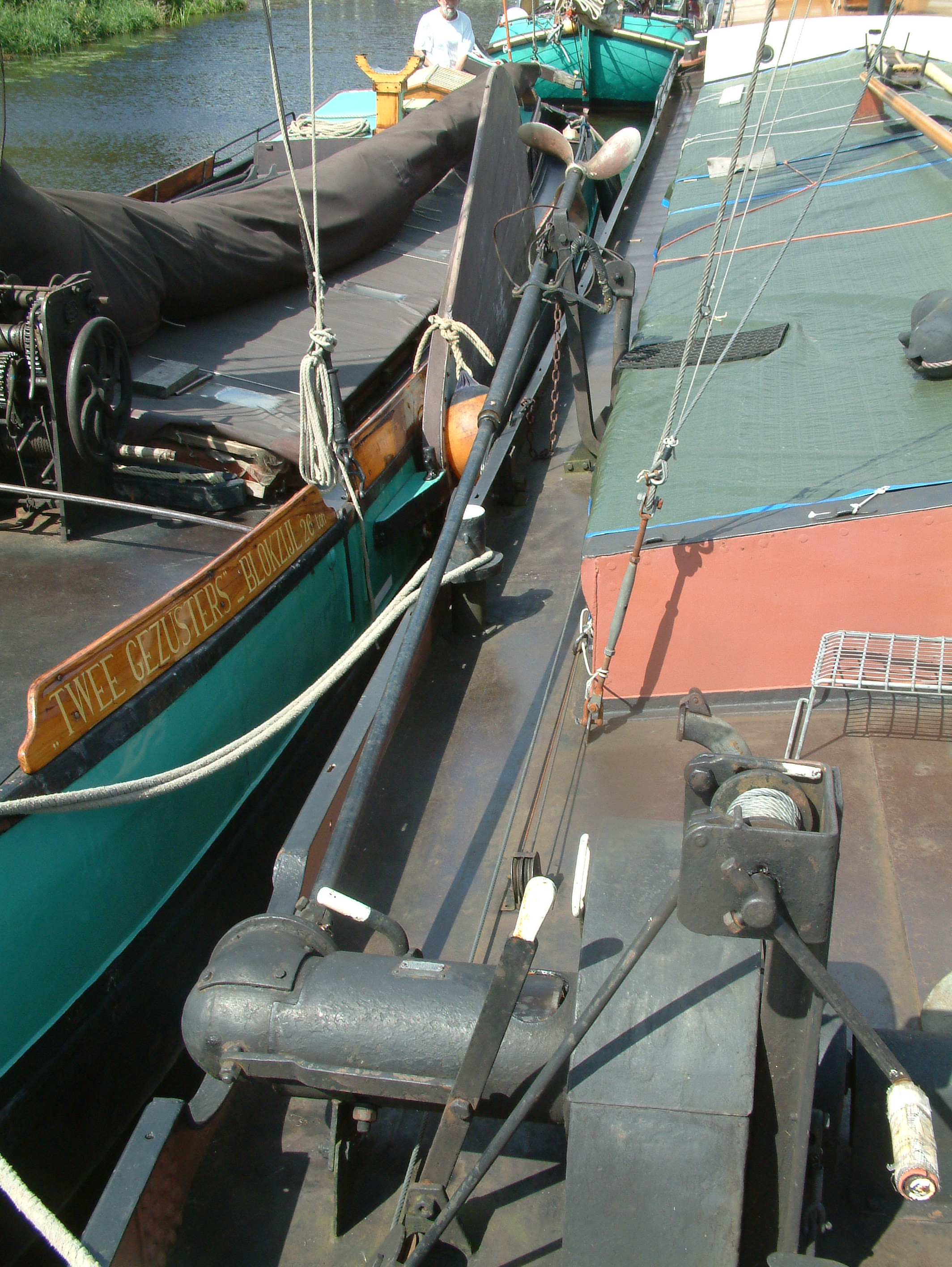
De lamme arm van de Dankbaarheid

Een eenvoudige vorm van motorisering van zeilschepen in de binnenvaart was het plaatsen van een zijschroefinstallatie, kortweg zijschroef, in de wandeling een zogenaamde lamme arm. 
De installatie bestond uit een motor, geplaatst op het voordek of vóór in het ruim achter een schot, die aan een lange as was verbonden, waar aan het andere eind een schroef op was gemonteerd. Stond de motor in het ruim, dan geschiedde de overbrenging met een drijfriem. De as kon door middel van een liertje aan de zijkant van het schip buitenboord worden gehangen. Bij het passeren van smalle bruggen en in de sluizen moest men goed opletten dat de draaiende schroef nergens tegenaan kwam, om hem niet te beschadigen. Lag men afgemeerd, dan werd de as en de schroef  met de lier binnenboord in het gangboord getakeld. 
Het geheel was erg kwetsbaar vergde nogal wat vakmanschap van de schipper, gezien het beperkte motorvermogen en de plaatsing van de schroef. Het schip had sterk de neiging hard naar de andere kant te sturen, dan de kant waar de schroef draaide.

## Nederlandse schepen die nog met een zijschroef varen

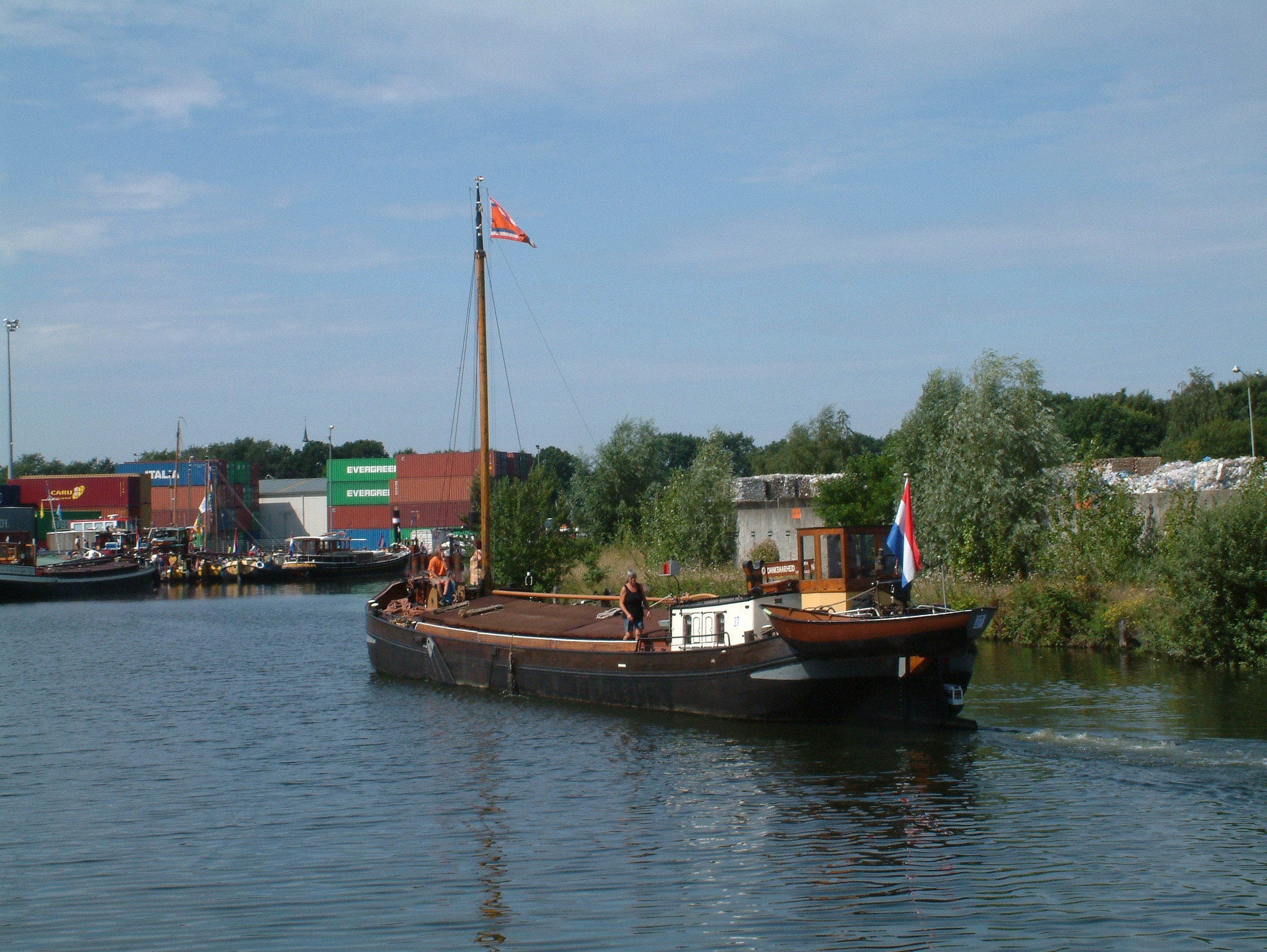
Dankbaarheid uit 1929
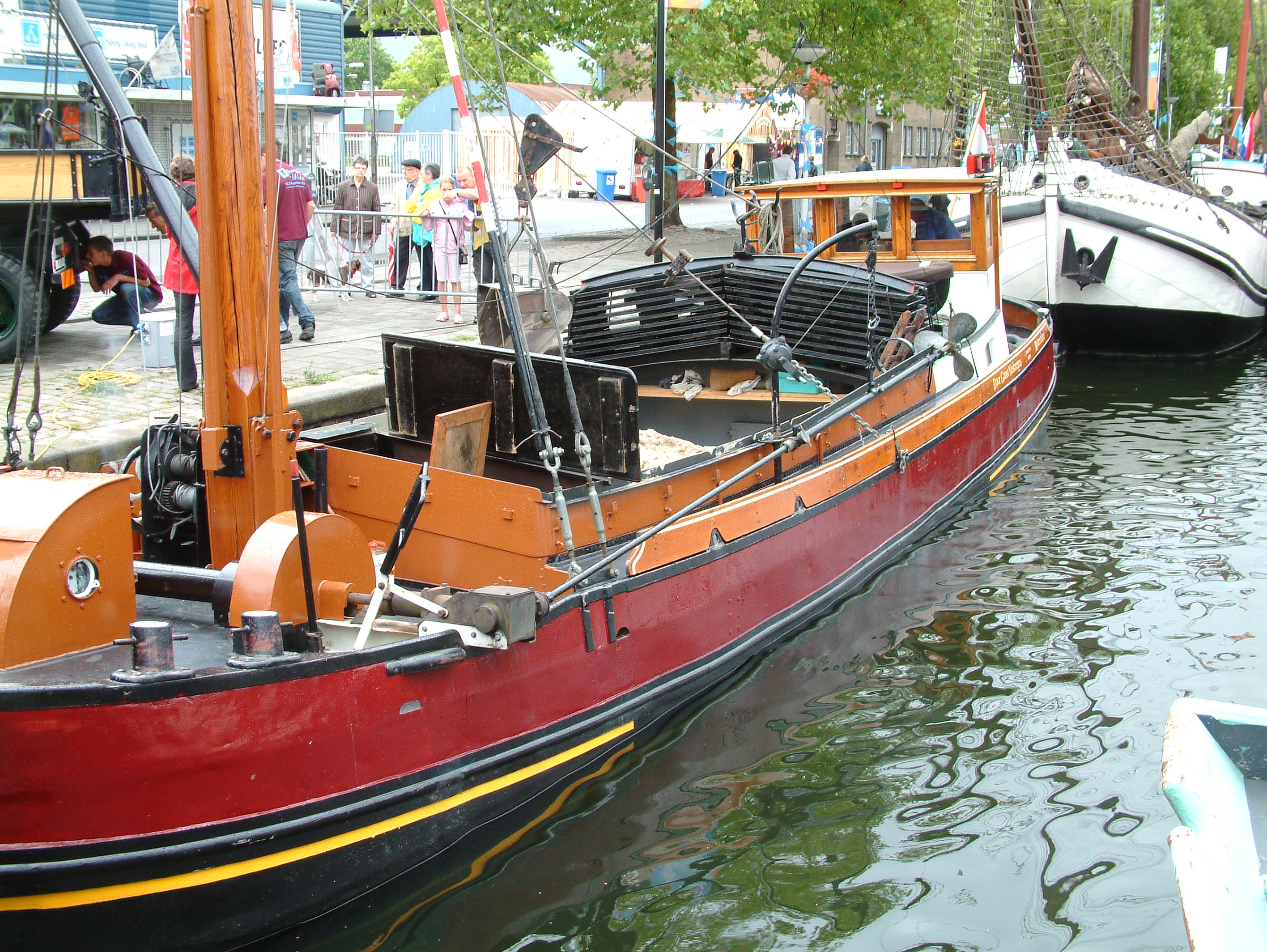
Door Gunst Verkregen uit 1910
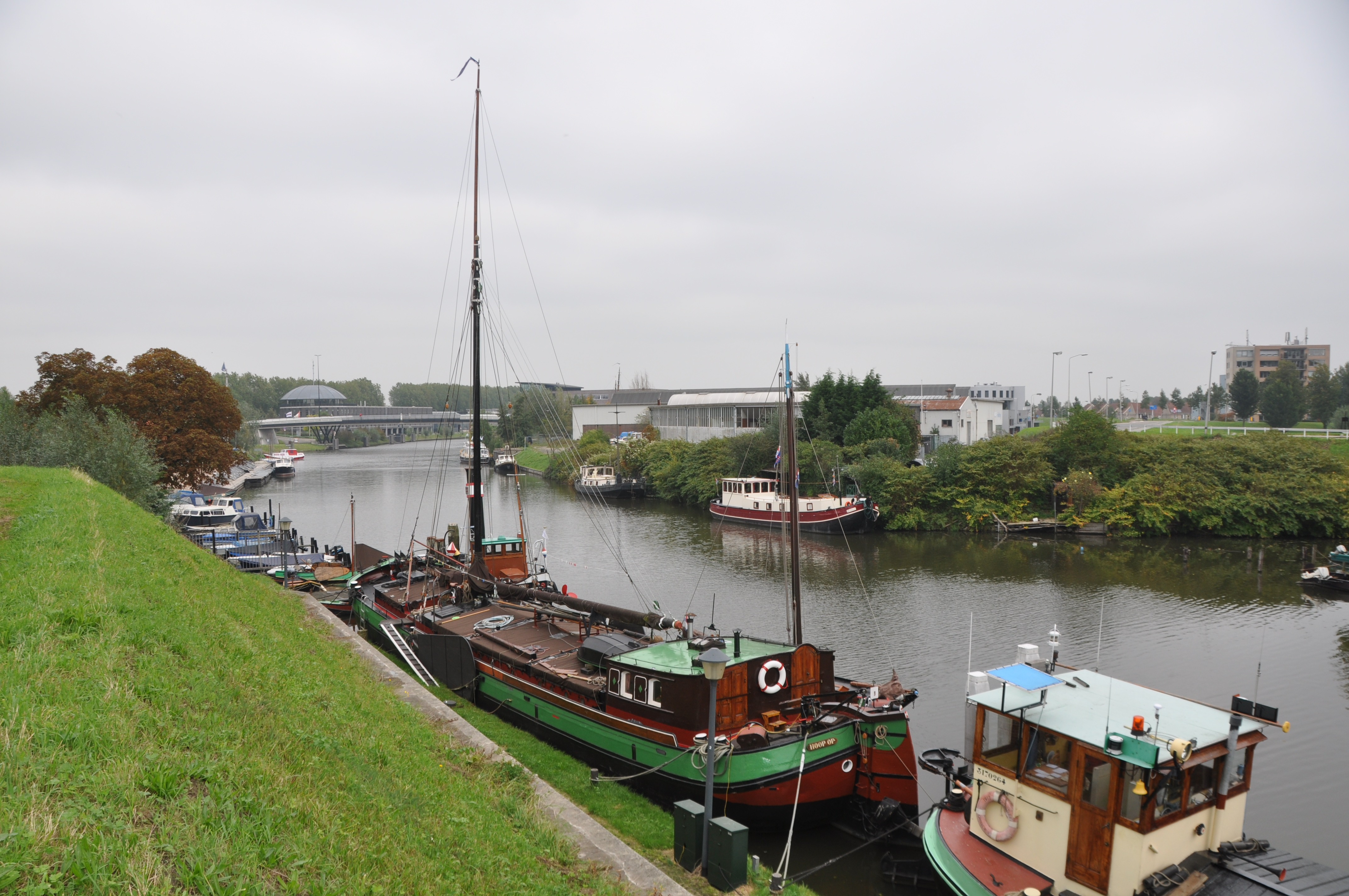
Hoop op Welzijn uit 1922
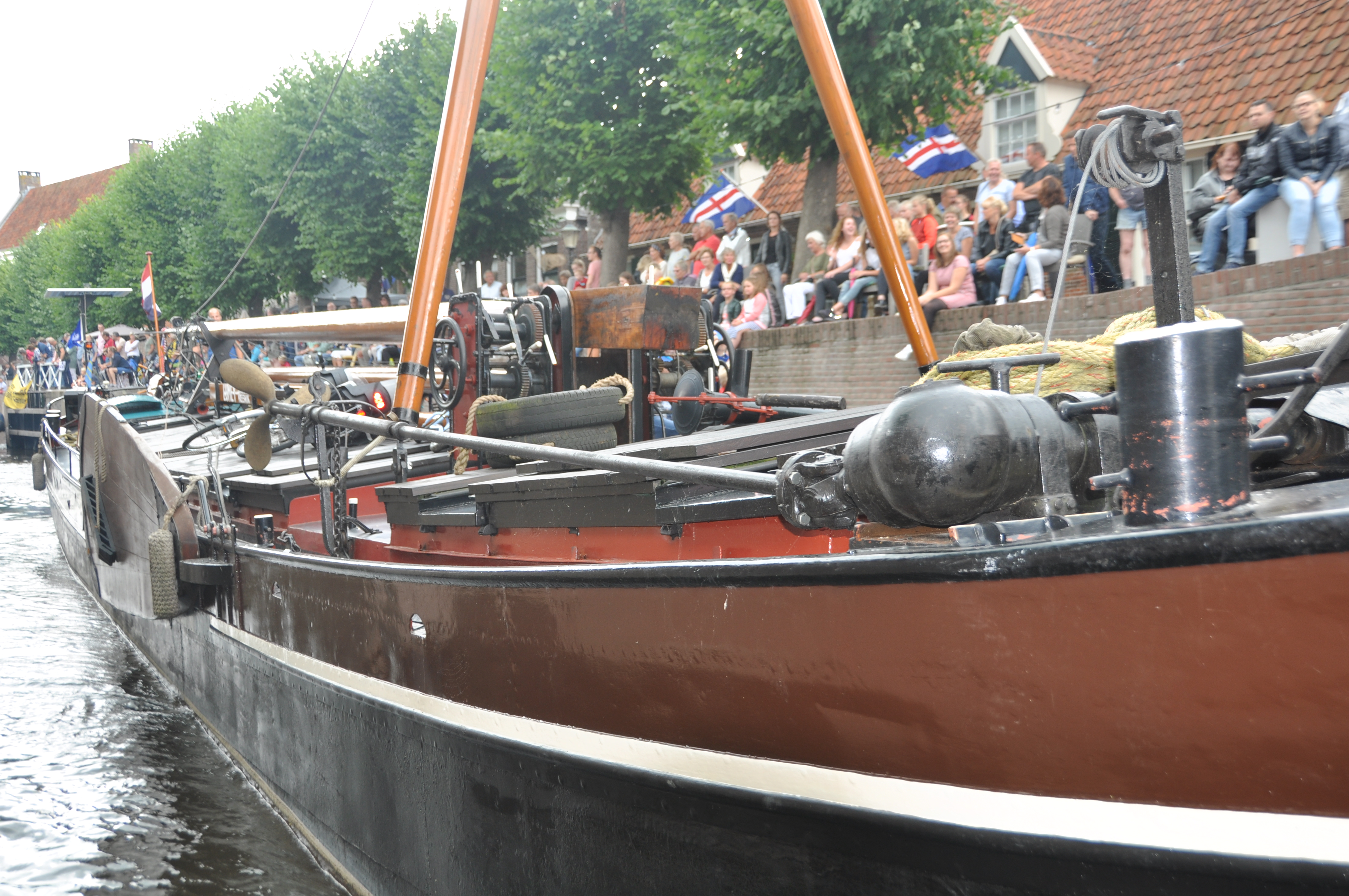
Lumey uit 1908